# الیکو (وارمی-ماسوری)
الیکو (به لاتین: Olecko) یک شهر و گمینا در لهستان است که در گمینا اولتسکو واقع شده‌است. الیکو ۱۱٫۶ کیلومتر مربع مساحت و ۲۲٬۳۸۴ نفر جمعیت دارد.

## خواهرخوانده
شهر کازلو رودا خواهرخواندهٔ الیکو (وارمی-ماسوری) هست.